# Episodi di Rizzoli & Isles (terza stagione)
La terza stagione della serie televisiva Rizzoli & Isles è stata trasmessa in prima visione assoluta negli Stati Uniti d'America dal canale via cavo TNT dal 5 giugno al 25 dicembre 2012.
In Italia la prima parte della stagione (episodi 1-10) è stata trasmessa in prima visione da Premium Crime, canale a pagamento di Mediaset Premium, dal 12 ottobre al 14 dicembre 2012; la seconda parte (episodi 11-15) è stata programmata dall'11 al 25 aprile 2013. In chiaro è andata in onda su TOP Crime dal 12 giugno al 31 luglio 2014.
| nº | Titolo originale           | Titolo italiano          | Prima TV USA     | Prima TV Italia  |
| -- | -------------------------- | ------------------------ | ---------------- | ---------------- |
| 1  | What Doesn't Kill You      | Sotto indagine           | 5 giugno 2012    | 12 ottobre 2012  |
| 2  | Dirty Little Secret        | Uno sporco segreto       | 12 giugno 2012   | 19 ottobre 2012  |
| 3  | This Is How a Heart Breaks | Cuori spezzati           | 19 giugno 2012   | 26 ottobre 2012  |
| 4  | Welcome to the Dollhouse   | La casa delle bambole    | 26 giugno 2012   | 2 novembre 2012  |
| 5  | Throwing Down the Gauntlet | Il guanto di ferro       | 3 luglio 2012    | 9 novembre 2012  |
| 6  | Money Maker                | L'affarista              | 10 luglio 2012   | 16 novembre 2012 |
| 7  | Crazy for You              | Pazzo di te              | 17 luglio 2012   | 23 novembre 2012 |
| 8  | Cuts Like a Knife          | Il trafficante           | 24 luglio 2012   | 30 novembre 2012 |
| 9  | Home Town Glory            | Un vero fratello         | 31 luglio 2012   | 7 dicembre 2012  |
| 10 | Melt My Heart to Stone     | Cuore di pietra          | 14 agosto 2012   | 14 dicembre 2012 |
| 11 | Class Action Satisfaction  | Class action             | 27 novembre 2012 | 11 aprile 2013   |
| 12 | Love the Way You Lie       | Ragazzo suicida          | 4 dicembre 2012  | 11 aprile 2013   |
| 13 | Virtual Love               | Amore virtuale           | 11 dicembre 2012 | 18 aprile 2013   |
| 14 | Over/Under                 | Over/under               | 18 dicembre 2012 | 18 aprile 2013   |
| 15 | No More Drama in My Life   | Delitto sul palcoscenico | 25 dicembre 2012 | 25 aprile 2013   |

## Sotto indagine
- Titolo originale: What Doesn't Kill You
- Diretto da: Michael Katleman
- Scritto da: Janet Tamaro

### Trama
Tra Maura e Jane c'è molta tensione dopo che Jane ha sparato a Paddy Doyle. Gli affari interni indagano su Jane e tutta la squadra: li credono corrotti perché hanno organizzato un'operazione rischiosa senza avvisare e hanno quasi ucciso un boss della mafia. L'agente Dean dell'FBI avvisa Jane di stare attenta perché in polizia ci sono degli agenti corrotti. Intanto un poliziotto viene ucciso mentre è in un negozio. Durante le indagini Jane scopre che l'agente degli Affari interni cerca con insistenza il libro paga di Doyle e che il poliziotto ucciso potrebbe essere uno degli agenti corrotti. Inoltre scopre che Doyle conosceva Constance, la madre adottiva di Maura, e che, dopo aver detto a tutti che sia la bambina che la mamma erano morte, ha consegnato di persona Maura a Constance. Alla fine Doyle sopravvive e l'agente degli Affari interni è la persona corrotta all'interno del dipartimento.

## Uno sporco segreto
- Titolo originale: Dirty Little Secret
- Diretto da: Aaron Lipstadt
- Scritto da: Steve Lichtman e Kiersten Van Home

### Trama
I rapporti tra Maura e Jane sono ancora abbastanza freddi quando vengono chiamate a indagare sulla morte di Rachel, una giovane ragazza trovata morta nei sotterranei dell'università. Tutta la squadra si mette subito al lavoro. Intanto viene trovato il cadavere di un uomo che sembra essere collegato alla morte di Rachel. Korsak e Frost cercano di far riappacificare Maura e Jane e per questo cercano di farle collaborare facendole lavorare insieme sul campo. Alla fine riusciranno a trovare il colpevole e si riappacificheranno. Intanto torna il padre di Jane:sta per risposarsi e vorrebbe che Angela, la sua ex moglie, firmasse i moduli per l'annullamento del matrimonio

## Cuori spezzati
- Titolo originale: This Is How a Heart Breaks
- Diretto da: Steve Robin
- Scritto da: David Gould e Sal Calleros

### Trama
Un veterano viene trovato morto in un vicolo dove ci sono altri veterani che ormai vivono in strada a causa dei loro disturbi da stress post traumatico. Jane e la squadra si mettono subito al lavoro, ma prima di trovare il colpevole ci saranno altri due veterani uccisi.

## La casa delle bambole
- Titolo originale: Welcome to the Dollhouse
- Diretto da: Mark Haber
- Scritto da: Russell J. Grant e Janet Tamaro

### Trama
Sulla panchina di una fermata d'autobus viene ritrovato il cadavere di una donna vestita come una bambola. Il giorno dopo viene trovata un'altra vittima vestita allo stesso modo. Jane e la squadra indagano. 

## Il guanto di ferro
- Titolo originale: Throwing Down the Gauntlet
- Diretto da: Jamie Babbit
- Scritto da: Antoinette Stella e Janet Tamaro

### Trama
Una donna viene trovata morta in un cassonetto dell'immondizia. Jane scopre che i documenti non appartengono a lei, così devono cercare di identificarla. Ma non possono prelevarle le impronte perché ha le mani bruciate. Maura prova varie tecniche per cercare di recuperare le impronte ma con scarso successo. L'unica che può aiutarli è la Dottoressa Hope Martin, la madre biologica di Maura. Quest'ultima però non vorrebbe contattarla perché ha paura di creare scompiglio nella vita di Hope (ma probabilmente ha solo paura di non essere accettata), ma Jane la spinge a farlo almeno per risolvere il caso. Così Hope li aiuta, Jane riesce a risolvere il caso e Maura fa amicizia con Hope.

## L'affarista
- Titolo originale: Money Maker
- Diretto da: Greg Beeman
- Scritto da: David Sonnenborn e Janet Tamaro

### Trama
Un frammento di orecchio umano viene trovato attaccato alla serratura di una villa. Facendo i rilievi Jane scopre il cadavere in un cassonetto dell'immondizia posto davanti alla villa. Durante le indagini la squadra scopre che la vittima faceva parte di un giro che organizzava serate segrete con delle escort. Poco dopo una di queste ragazze viene trovata morta in piscina durante una serata. Intanto Maura invita Hope a cena e in questa occasione conosce sua figlia. Alla fine le rivela che lei è figlia di Paddy Doyle e quindi sua figlia e Hope fugge via.

## Pazzo di te
- Titolo originale: Crazy for You
- Diretto da: Fred Toye
- Scritto da: Antoinette Stella e Lindsay Sturman

### Trama
Lo psichiatra Rod Parker e sua moglie vengono uccisi nella loro casa. La squadra si mette subito al lavoro, ma all'improvviso Jane scompare. Grazie a un'intuizione di Maura riescono a scoprire chi l'ha rapita e dove la tiene. Intanto i Rizzoli scoprono che Lydia , la nuova ragazza di Frank Rizzoli, è incinta. A questo punto Maura avvisa Jane che anche Tommy è andato a letto con lei quindi potrebbe essere suo figlio.

## Il trafficante
- Titolo originale: Cuts Like a Knife
- Diretto da: Randall Zisk
- Scritto da: David Gould e Sal Calleros

### Trama
Una giovane ragazza serba viene uccisa mentre sta per andare all'altare e sua sorella sparisce nel nulla. Durante le indagini Jane e la squadra scoprono che le ragazze prelevate dall'est Europa dai trafficanti , vengono poi messe all'asta durante serate all'apparenza di beneficenza per promuovere un'associazione che aiuta i bisognosi. Intanto Jane ha una nuova vicina, Rylie, su cui mettono gli occhi sia Frost che Frankie. Ma la ragazza è una spacciatrice e verrà arrestata poco dopo.

## Un vero fratello
- Titolo originale: Home Town Glory
- Diretto da: Milan Cheylov
- Scritto da: Janet Tamaro

### Trama
Shane, amico di Frankie e leader di una boy band, viene trovato morto. Jane, nonostante sia molto scossa, avvia subito le indagini. Ma poco dopo viene trovata morta anche la ragazza con cui usciva Shane. Dopo aver escluso la droga e i manager della band, i sospetti di Jane ricadono sui fratelli di Shane, che con lui formavano la band. Intanto Lydia confessa ad Angela di essere stata la fidanzata di suo marito che l'ha lasciata dopo aver saputo che il figlio che aspetta potrebbe essere di Tommy. Angela ci rimane molto male.

## Cuore di pietra
- Titolo originale: Melt My Heart to Stone
- Diretto da: Michael Katleman
- Scritto da: Janet Tamaro e Russell J. Grant

### Trama
Frankie ha sostenuto il colloquio con il sergente Cavanaugh per diventare detective. Ma al posto suo viene promossa a detective e integrata nella squadra omicidi Riley Cooper, la ragazza con cui uscivano Frankie e Frost e che credevano fosse una spacciatrice. In realtà Riley era sotto copertura. Intanto in un parco una statua inizia a gocciolare sangue: quando arriva la squadra Maura si accorge che non è bronzo ma gesso e all'interno c'è il cadavere di una donna. Frost scopre che la vittima era una prostituta e che sono state trovate, in altre città, altre donne morte nello stesso modo, trasformate in statue e poste sempre in parchi giochi. Nel frattempo un'altra statua viene trovata su una giostra mentre era in manutenzione, e un'altra viene trovata allo zoo. Grazie a un'intuizione di Jane, scopriranno il colpevole appena in tempo: l'assassino aveva sedotto Maura e voleva renderla il suo capolavoro.

## Class action
- Titolo originale: Class Action Satisfaction
- Diretto da: Norman Buckley
- Scritto da: Antoinette Stella e Lindsay Sturman

### Trama
Un uomo muore nella caffetteria del dipartimento di polizia mentre stava facendo colazione; nei suoi effetti personali viene rinvenuto il numero di telefono di Korsak. Maura scopre che l'uomo è stato avvelenato con del veleno per topi che, probabilmente, qualcuno ha messo nel suo caffè o nel suo cibo. Frost e Korsak scoprono che la vittima vendeva farmaci e che stava partecipando a degli incontri organizzati dagli alcolisti anonimi. Ed è proprio lì che si trova il colpevole. Intanto Tommy fa il test del DNA a scopre che il bambino di Lydia è suo figlio.

## Ragazzo suicida
- Titolo originale: Love the Way You Lie
- Diretto da: Mark Haber
- Scritto da: Steve Lichtman e David Gould

### Trama
Un giovane scrittore viene trovato morto impiccato alle travi del soffitto di casa sua. Maura esaminando il cadavere si accorge che si tratta di un omicidio mascherato da suicidio. La squadra inizia subito a indagare e scopre che la vittima aveva un debole per i suicidi e frequentava chat in cui aveva incontrato altri ragazzi con la sua stessa passione. Quando viene trovato morto il dottore della clinica in cui la vittima era stata ricoverata per disturbi, Jane capisce che l'assassino voleva che le vittime non rivelassero qualcosa. Intanto Frost ha dei dubbi su un suo vecchio caso che, grazie a Jane e Maura, si scopre essere collegato al caso dello scrittore.

## Amore virtuale
- Titolo originale: Virtual Love
- Diretto da: Steve Robin
- Scritto da: Sal Calleros e Janet Tamaro

### Trama
Un giovane produttore di birra viene ucciso nel suo laboratorio. La squadra si mette subito al lavoro e scopre che la vittima aveva una doppia vita: passava ore e ore chiuso in un appartamento a giocare a un videogioco in cui il suo avatar aveva intrecciato una relazione con un altro personaggio del gioco. Ed è proprio lì che si trova il colpevole.

## Over/under
- Titolo originale: Over/Under
- Diretto da: Paul Holohan
- Scritto da: Janet Tamaro e Russell J. Grant

### Trama
Un ex giocatore di football viene ucciso all'interno del suo furgoncino mentre era all'autolavaggio. Jane e la squadra durante le indagini scoprono che la vittima stava indagando su alcune partite alterate e probabilmente aveva capito chi era il responsabile. Intanto Casey dice a Jane che si sottoporrà a un'operazione, molto rischiosa, per rimuovere la scheggia dalla schiena e non vuole che lei gli stia vicino quindi le dice addio.

## Delitto sul palcoscenico
- Titolo originale: No More Drama in My Life
- Diretto da: Michael Katleman
- Scritto da: Janet Tamaro

### Trama
Un uomo viene ucciso durante le prove di una rappresentazione teatrale amatoriale in cui la pistola di scena ha sparato davvero. La squadra si mette subito al lavoro e scopre che la vittima stava indagando su un costruttore che usa calcestruzzo riciclato per costruire palazzi. Frost, mentre è con Tommy e il piccolo T. J., va a fare un sopralluogo in un palazzo il cui nome compare negli appunti della vittima. Mentre si trova nel parcheggio sotterraneo all'improvviso crolla tutto intrappolandoli lì sotto. Grazie alla tenacia di Jane e Maura riusciranno a salvarli e a trovare il colpevole dell'omicidio.